# یواس‌اس مانتگامری (۱۸۵۸)
یواس‌اس مانتگامری (۱۸۵۸) (به انگلیسی: USS Montgomery (1858)) یک کشتی بود که طول آن ۲۰۱ فوت ۶ اینچ (۶۱٫۴۲ متر) بود. این کشتی در سال ۱۸۵۸ ساخته شد.